# Ecnomus homhilensis
Ecnomus homhilensis is een schietmot uit de familie Ecnomidae. De soort werd in 1999 beschreven door H. Malicky en komt voor in het Afrotropisch en het Palearctisch gebied. Het typespecimen is afkomstig uit Wadi Zeewef op het Homhil-plateau op het eiland Socotra.